# Глуськ (Білорусь)
Глуськ (біл. Глуск) — селище міського типу в Могильовській області Білорусі. Адміністративний центр Глуського району.
Населення селища становить 7,8 тис. осіб (2006).